# فرد كوركوران
فرد كوركوران (بالإنجليزية: Fred Corcoran)‏ هو لاعب غولف أمريكي، ولد في 4 أبريل 1905 في كامبريدج في الولايات المتحدة، وتوفي في 23 يونيو 1977.